# Bogdan Arnold
Bogdan Eugeniusz Arnold (ur. 17 lutego 1933 w Kaliszu, zm. 16 grudnia 1968 w Katowicach) – polski seryjny morderca. Od października 1966 do maja 1967 w Katowicach w pojedynczych zdarzeniach zamordował cztery kobiety. Ich ciała przechowywał w swoim mieszkaniu. W wyjaśnieniach przyznał się także do torturowania swych ofiar.

## Życiorys
W 1960 Bogdan Arnold w poszukiwaniu pracy przeprowadził się do Katowic. Miał trzy żony i dwóch synów. Z powodu alkoholizmu i sadyzmu Arnolda żaden z tych związków nie przetrwał. W Katowicach uczęszczał do nocnych lokali, gdzie poznawał kobiety. Mieszkał na poddaszu kamienicy pod adresem ul. Dąbrowskiego 14/9 w Śródmieściu Katowic.

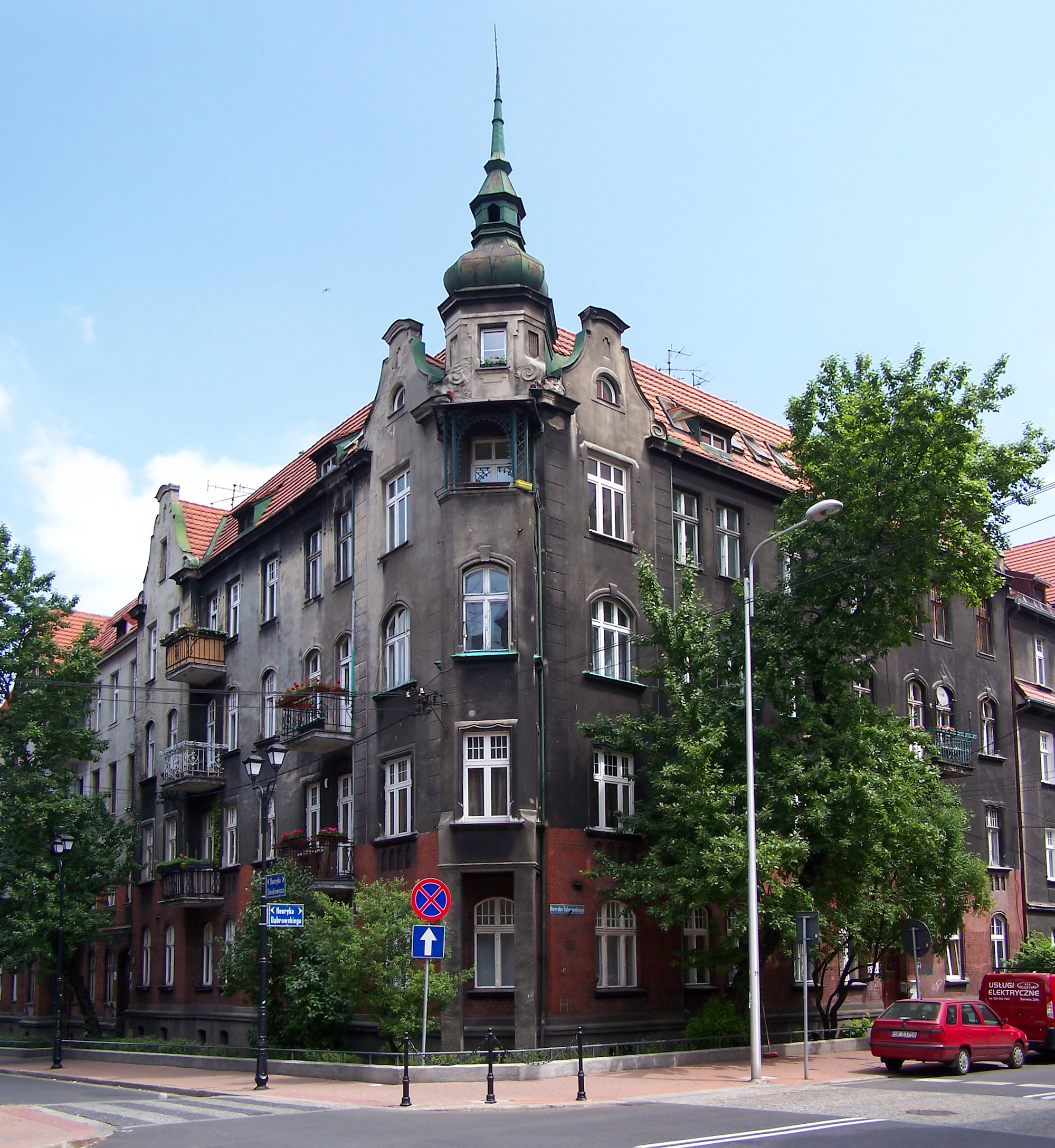
Katowicka kamienica nr 14 przy ul. Dąbrowskiego, gdzie w mieszkaniu nr 9 na poddaszu mieszkał i mordował Bogdan Arnold

Pierwszą ofiarą Arnolda była Maria B., poznana w październiku 1966 w katowickim barze „Kujawiak”, prostytutka. Kobieta dosiadła się do Arnolda i poprosiła o poczęstowanie piwem. Z rozmowy wynikało, że kobieta pochodziła z Wołynia, jednak ani nazwiska, ani bliższych danych Arnold nie zapamiętał. Następnie para udała się do mieszkania Arnolda, gdzie prostytutka zaproponowała, że za kwotę 500 zł pozostanie na noc. Arnold liczył na seks za darmo i nie chciał jej zapłacić: „Myślałem, że poszła ze mną z miłości, a nie dla pieniędzy”. W ataku złości uderzył ją kilka razy młotkiem w głowę. Zwłoki kobiety porąbał i pozostawił w wannie. Próbował zalewać je chlorkiem, aby przyspieszyć proces rozkładu, części ciała palił także w domowych warunkach. Wnętrzności kroił na kawałki i spuszczał otworem kanalizacyjnym.
12 marca 1967 miało miejsce drugie morderstwo dokonane przez Arnolda. Ofiary nie udało się zidentyfikować. Była to zapewne ponownie prostytutka, która została zwabiona do jego mieszkania. Według zeznań mordercy zabił, gdyż ofiara odkryła zwłoki swojej poprzedniczki. Jej ciało również poćwiartował.
Kolejnymi ofiarami (trzecią i czwartą) były niepełnosprawne intelektualnie prostytutki, które Arnold poznał w kwietniu i maju 1967. Stefania N. i Helga S. przez wiele godzin były wykorzystywane seksualnie, w połączeniu z biciem. Obie kobiety zostały uduszone, a ich zwłoki potraktował tak samo, jak poprzednie.
Gwałty i wymyślne, sadystyczne tortury dawały Arnoldowi satysfakcję. Po dokonaniu ostatniego morderstwa opuścił swoją kawalerkę i pomieszkiwał w różnych melinach. U siebie zjawiał się po kryjomu, by przewietrzyć mieszkanie. Zbrodnie odkryto na początku czerwca 1967, gdy sąsiedzi zauważyli w oknie mieszkania Arnolda rój much. Ze środka wydobywał się fetor, a spod drzwi wypełzały ogromne ilości robactwa. Z tego powodu później został mu nadany przydomek „Władca Much”. Sąsiedzi przekonani, że gospodarz nie żyje, wezwali milicję. Ponieważ milicjanci nie mogli dostać się przez drzwi, wezwany strażak został spuszczony na linie z dachu i wybił okno, by wejść do wnętrza. Tam zostały odkryte ciała. Arnold, dowiedziawszy się o odkryciu, zniknął. Przez tydzień ukrywał się na hałdach węglowych w okolicy Huty Silesia, próbował popełnić samobójstwo. Milicja prowadziła intensywne, na szeroką skalę poszukiwania podejrzanego. W końcu Arnold sam zgłosił się na milicję. Przyznał się do wszystkich zbrodni i stwierdził, że żałuje, że nie zdążył zabić również swojej byłej żony. 9 marca 1968 sąd skazał Bogdana Arnolda na karę śmierci. Wyrok wykonano 16 grudnia 1968 o godz. 18:40.
Zgodnie z informacją podaną przez Przemysława Semczuka został pochowany jako N.N. na cmentarzu w Katowicach Panewnikach, kwatera XXXII (obecnie nie istnieje), grób 38. W grobie obok, nr 39, pochowano w 1977 Zdzisława Marchwickiego, również jako N.N. Andrzej Gawliński w książce „Władca Much. Bogdan Arnold – seryjny morderca kobiet”, opisującej zbrodnie Bogdana Arnolda (publikacja oparta na aktach sprawy), zdementował powyższe miejsce pochówku Arnolda, wskazując jednocześnie na pole X, grób 249 (mogiły w tym polu nie są jednak oznaczone – nie wiadomo więc, który z nich nosi wskazany numer, a co za tym idzie, nie wiadomo, gdzie dokładnie spoczywają szczątki Arnolda). Informacja została potwierdzona dokumentami z teczki osobowej osadzonego Arnolda z Aresztu Śledczego w Katowicach (dawniej – Centralne Więzienie w Katowicach) oraz zapisami w księdze Cmentarza Katowice Panewniki.

## Ofiary
Daty zabójstw wymienione poniżej nie zostały dowodnie potwierdzone. Daty te wymienił prokurator w akcie oskarżenia, jednak sąd uznał, że nie można ich z taką dokładnością ustalić. Potwierdzone są jedynie miesiące i lata.
| Lp. | Ofiara             | Wiek   | Data                 |
| --- | ------------------ | ------ | -------------------- |
| 1.  | Maria B.           | 38     | 12 października 1966 |
| 2.  | Niezidentyfikowana | ok. 40 | 12 marca 1967        |
| 3.  | Stefania M.        | 33     | 21 kwietnia 1967     |
| 4.  | Helga S.           | 27     | 22 maja 1967         |

Wszystkie ofiary Bogdana Arnolda zostały pochowane w dniu 12 czerwca 1967 roku na Cmentarzu Komunalnym przy ul. Pokoju w Zabrzu. Mogiły te nie zachowały się do dziś.

## Publikacje
W 2020 ukazała się książka dotycząca „Władcy Much”. Andrzej Gawliński dokonał w niej rekonstrukcji zbrodni dokonanych przez Arnolda oraz obalił mity, które przez lata związane były ze sprawcą.